# Stadion Oktiabr´
Stadion „Oktiabr´” (ros. стадион «Октябрь») – stadion piłkarski w Moskwie. Trybuna może pomieścić około 3100 widzów.